# Franjevački samostan i crkva sv. Marije u Fojnici
Franjevački samostan i crkva sv. Marije su bili rimokatolički samostan i crkva bosanskih franjevaca u Fojnici.
Zbog rastućeg broja rimokatoličkih vjernika, rudara i pratećih obrtnika, u Fojnicu su došli svećenici. Najprije su došli iz Dubrovnika. Prvo su došli svjetovni svećenici, potom dominikanci. Nakon svjetovnih svećenika i dominikanaca, u Fojnicu su došli početkom 14. stoljeća franjevci. Izabrali su naseliti se u najživljem dijelu naselja, lokaciji gdje su se ljudi okupljali i trgovali. Vidljivo iz imena: Pazarnica, Trgovišće ili Pazarišće. Franjevci su došli vjerojatno iz Srebrenice.
To je u današnjem sjevernom dijelu Fojnice. Izgradili su malu crkvu posvećenu Blaženoj Djevici Mariji. Uz nju su sagradili i prikladni samostan.
Nema pouzdanih vijesti o rušenju franjevačkog samostana i crkve prilikom turskog osvojenja Bosne 1463. godine. Samostan je bio uz prolazni put, bilo je sve većih potreba za smještaj gostiju, fratri su često bili uznemiravani i uskoro je srušen. Franjevci su poslije sagradili novi na današnjem mjestu 1502. godine.
Na mjestu tog starog samostana sv. Marije danas je muslimansko groblje, najstarije među muslimanskim grobljima u Fojnici.